# Heliport Helsinki Hernesaari
Heliport Helsinki Hernesaari je letališče na Finskem, ki primarno oskrbuje Helsinke.